# Santa Anna de les Eres

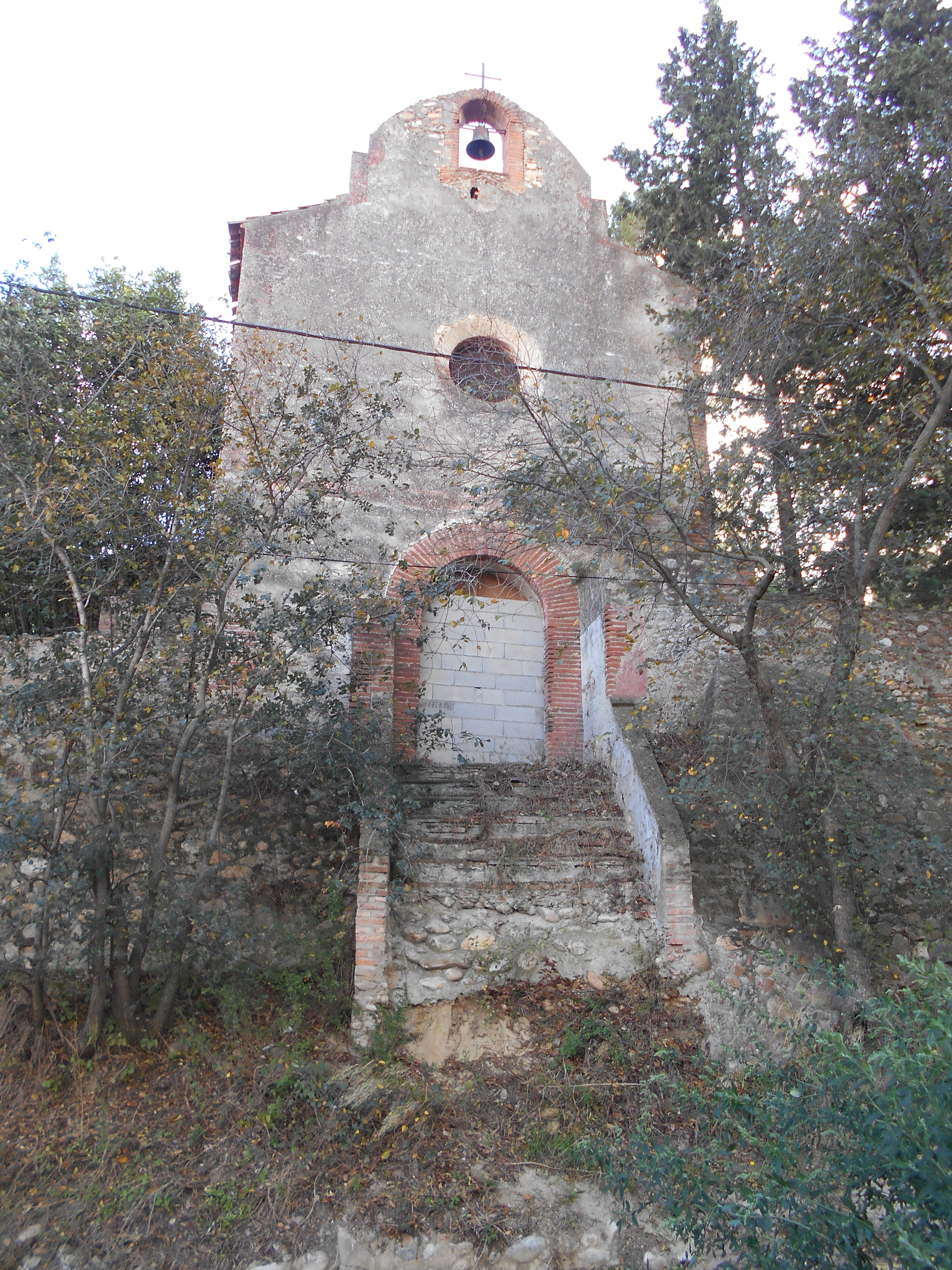
Façana septentrional de la capella

Santa Anna de les Eres és una capella del poble de Sant Feliu d'Avall, a la comarca del Rosselló (Catalunya del Nord).
Està situada al sud i molt a prop del poble, lleugerament aturonada damunt seu, en el barri de les Eres. La porta, ara inutilitzada, s'obria al carrer de Santa Anna, amb una escala per a pujar a la capella, ara mutilada en els graons inferiors.
És una construcció inicialment del segle xv o XVI, de la qual roman dempeus un gran arc adovellat de mig punt fet de rajoles. L'absis desaparegué recentment. Roman abandonada des de fa molts anys, fins al punt que en arranjar, anys enrere, el carrer de Santa Anna, que hi passa per davant, van mutilar l'escala d'accés al temple i actualment no s'hi pot accedir pel costat septentrional.